# Samsung Galaxy A23
I Samsung Galaxy A23 e A23 5G  sono due smartphone di fascia medio-bassa prodotti da Samsung, facente parte della serie Samsung Galaxy A.

## Caratteristiche tecniche

### Hardware
Il Galaxy A23 è uno smartphone con form factor di tipo slate, le cui dimensioni sono di 165,4 × 76,9 × 8,4 mm e pesa 195 grammi.
Il dispositivo è dotato di connettività GSM, HSPA e LTE, di Wi-Fi 802.11 a/b/g/n/ac dual-band con supporto a Wi-Fi Direct e hotspot, di Bluetooth 5.0 con A2DP e LE, di GPS con A-GPS, BeiDou, GALILEO e GLONASS e di NFC. Ha una porta USB-C 2.0 e un ingresso per jack audio da 3,5 mm.
È dotato di schermo touchscreen capacitivo da 6,6 pollici di diagonale, di tipo TFT LCD Infinity-V, angoli arrotondati e risoluzione FHD+ 1080 × 2408 pixel.
La batteria ai polimeri di litio da 5000 mAh non è removibile dall'utente. Supporta la ricarica ultra-rapida a 25 W.
Il chipset è un Qualcomm Snapdragon 680 (SM6225) con CPU octa core (4 core a 2,4 GHz + 4 core a 1,9 GHz). La memoria interna di tipo eMMC 5.1 è di 64/128 GB espandibili con microSD sino a 1 TB, mentre la RAM è di 4, 6 o 8 GB (in base alla versione scelta).
La fotocamera posteriore ha un sensore principale da 50 megapixel, con apertura f/1.8, uno da 5 MP ultra-grandangolare, una da 2 MP di profondità e una da 2 MP per le macro, è dotata di autofocus OIS, PDAF, modalità HDR e flash LED, in grado di registrare al massimo video 4K a 30 fotogrammi al secondo, mentre la fotocamera anteriore è singola da 8 MP con registrazione video massimo in Full HD@30 fps e supporto HDR.
Il Galaxy A23 5G ha come differenza il Chipset, uno Snapdragon 695 con CPU Octa-core (2 core 2.2 GHz + 6 core a 1.7 GHz), ha il Bluetooth 5.1 e supporta il refresh rate a 120 Hz.

### Software
Il sistema operativo è Android 12. Ha l'interfaccia utente One UI 4.1.